# 1523 az irodalomban

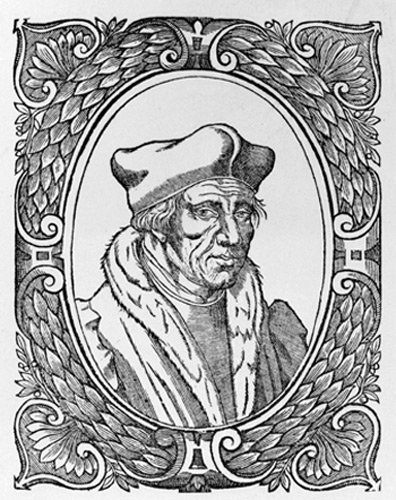
Jacques Lefèvre d’Étaples

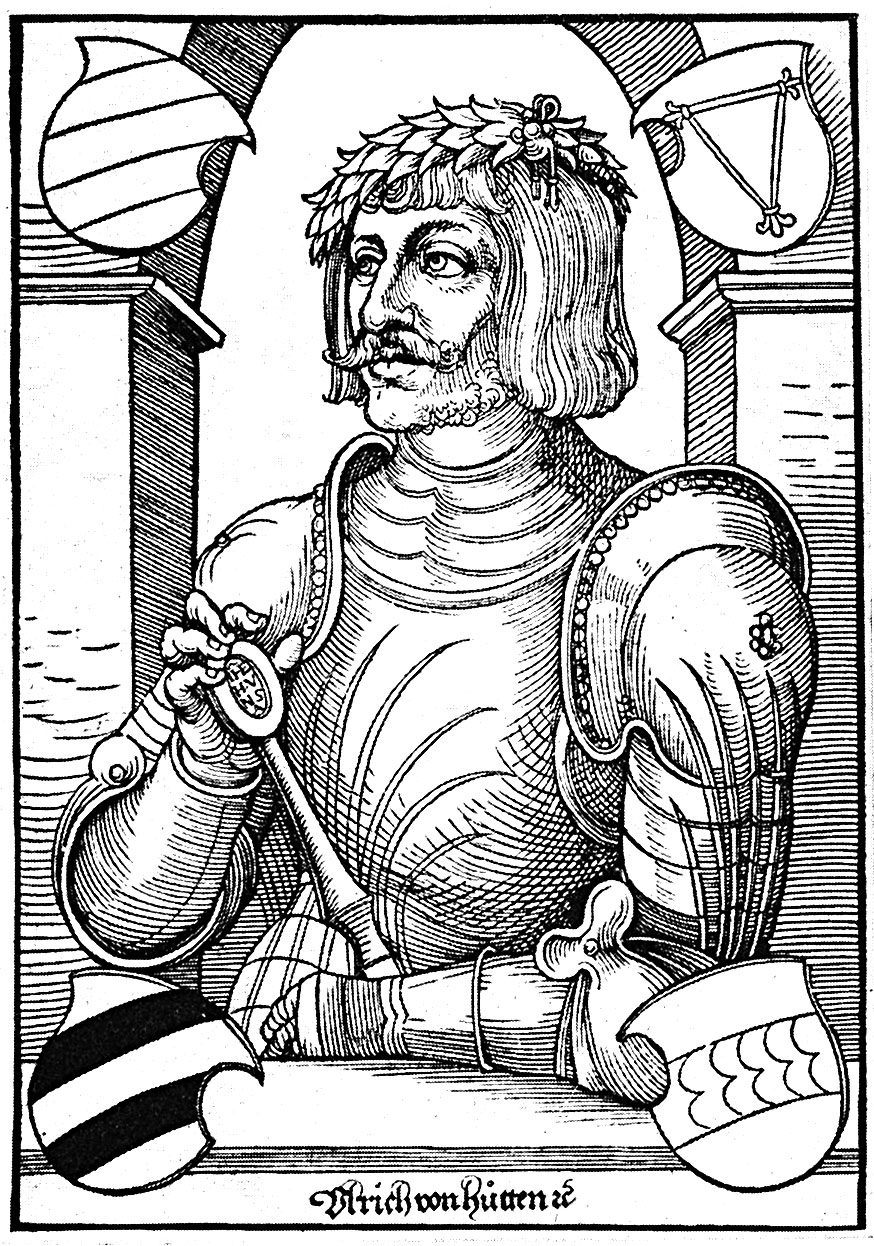
Ulrich von Hutten

Az 1523. év az irodalomban.

## Új művek
- Nagyszombati Márton 1822 sorból álló költeménye: Opusculum ad regni Hungariae proceres, Bécs (Magyarország főuraihoz).
- Jacques Lefèvre d’Étaples: Nouveau Testament, az Újszövetség francia fordítása.

## Születések
- február 20. – Jan Blahoslav cseh humanista, költő, fordító, aki elkészítette az Újszövetség cseh fordítását (†& 1571)
- 1523 – Gaspara Stampa itáliai költőnő, az itáliai reneszánsz egyik legnagyobb költőnőjének tekintik († 1554)

## Halálozások
- augusztus 29. – Ulrich von Hutten költő, a németországi humanizmus képviselője és a reformáció egyik úttörője (* 1488)
- 1523 – Stephen Hawes angol költő (* 1474)